# Bureau du Roi

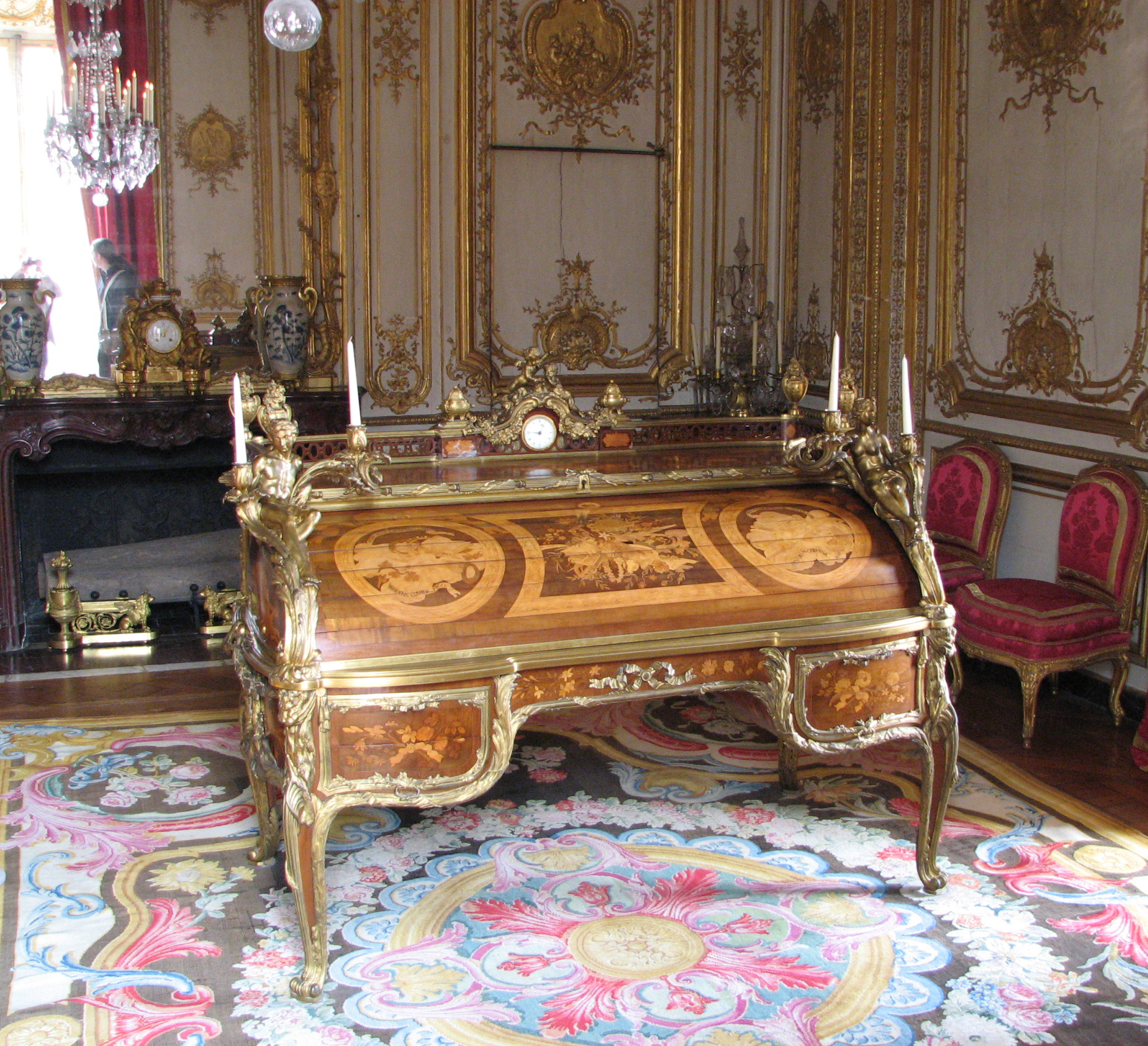
Bureau du Roi, Schloss von Versailles

Der zylinderförmige Arbeitstisch von Ludwig XV., besser bekannt unter dem Namen Bureau du Roi (der Schreibtisch des Königs), ist eine Schreibtischkonstruktion in Zylinderform mit reichbestückter Verzierung, die 1760 (bis 1769) für König Ludwig XV. maßangefertigt wurde. Die Arbeiten an dem Schreibtisch wurden von Jean-François Oeben, einem der bekanntesten Kunsttischler in Diensten des Königs, begonnen und von Johann Heinrich Riesener fertiggestellt. Der Schreibtisch im Stil des Louis-quinze gilt als eines der berühmtesten Möbelstücke der französischen Geschichte – auf seine Fertigstellung musste der König rund 10 Jahre warten. Es steht in den Räumen, die seinerzeit als innerer Kabinettsbereich am Hofe galten, in einem Zimmer, das zum kleinen Arbeitstrakt des Königs im Schloss von Versailles gehörte.

## Quelle
- Übersetzung von Französisch Wikipedia-Artikel